# I ragazzi terribili (film)
I ragazzi terribili (Les Enfants terribles) è un film del 1950 scritto e diretto da Jean-Pierre Melville tratto dal romanzo omonimo di Jean Cocteau. I due hanno collaborato alla sceneggiatura.
Nella versione originale lo stesso Jean Cocteau era la voce narrante della storia.

## Trama
I fratelli Elisabeth e Paul vivono quasi reclusi nella loro camera da letto che è stata trasformata in una sorta di santuario pieno di "tesori": piccoli oggetti anche di poco valore ai quali danno un significato particolare. Nonostante litighino di continuo non riescono a stare troppo lontani l'uno dall'altra.
Elisabeth cede alle insistenze di Michael e lo sposa ma rimane praticamente subito vedova senza consumare le nozze e si trasferisce nella grande villa del marito. Subito la raggiunge il fratello che porta con sé gli amici Gérard e Agathe. In particolare lei potrebbe essere la versione femminile di Dargelos, un compagno di scuola che Paul vede come un idolo.
Non appena Elisabeth si rende conto che tra Paul e Agathe sta nascendo un sentimento amoroso lei organizza un piano diabolico per farli separare e per fare in modo che il fratello non la abbandoni. Il piano funziona ma accade l'imprevisto: dopo aver rotto con Agathe Paul si avvelena. Elisabeth non volendo vivere con il rimorso di aver ucciso il fratello, si suicida sparandosi alla tempia.